# Marquesado de Águila Real
El marquesado de Águila Real es un título nobiliario español concedido el 20 de diciembre de 1875 con Real Despacho del 4 de marzo de 1876, por el rey Alfonso XII a favor de Juan Antonio Iranzo y Ferrer.

## Marqueses de Águila Real
|                          | Titular                               | Periodo                  |
| Creación por Alfonso XII | Creación por Alfonso XII              | Creación por Alfonso XII |
| ------------------------ | ------------------------------------- | ------------------------ |
| I                        | Juan Antonio de Iranzo y Ferrer       | 1876-1883                |
| II                       | Isabel Iranzo y Daguerre              | 1883-1953                |
| III                      | Gonzalo de Chávarri e Iranzo          | 1953-1975                |
| IV                       | Gonzalo de Chávarri y Santiago-Concha | 1975-2003                |
| V                        | Eduardo de Chávarri Cabezudo          | 2003-actual titular      |

## Historia de los marqueses de Águila Real
- Juan Antonio de Iranzo y Ferrer (baut. en Rillo,[2] 15 de noviembre de 1806-Madrid, 28 de marzo de 1883),[1] I marqués de Águila Real, conde de Iranzo,[3] senador del Reino por la provincia de Teruel (1860-1883), diputado en las Cortes,[2] comandante de las Milicias de Madrid. Contrajo matrimonio con Isabel Daguerre y Garreta, le sucedió su hija;[1]

- Isabel Iranzo y Daguerre (m. 5 de enero de 1934),[1] II marquesa de Águila Real, dama de la Orden de María Luisa, dama de la infanta Luisa. Se casó en 1882 con Jaime Girona y Canaleta. Le sucedió su sobrino, hijo de su hermana Matilde de Iranzo y Daguerre y de su esposo Francisco de Chávarri y Romero, I marqués pontificio de Gorbea;[1][4]

- Gonzalo de Chávarri e Iranzo III marqués de Águila Real y II marqués de Gorbea,[4] casado con Isabel de Santiago-Concha y Loresecha (m. Madrid, 23 de junio de 1953). Su viudo contrajo un segundo matrimonio con Joaquina González-Valero y Allones.[1] Le sucedió su hijo;

- Gonzalo de Chávarri y Santiago-Concha (1922-2004),[5] IV marqués de Águila Real. Contrajo matrimonio con María Luisa Girón y Canthhal Méndez y Girón (m. 9 de mayo de 1956), IV marquesa de Moctezuma. Le sucedió su nieto, hijo de Gonzalo de Chávarri y Girón;

- Eduardo de Chávarri Cabezudo (n. en 1975), V marqués de Águila Real.[6]